# Martin von Bendeleben
Martin von Bendeleben, zeitgenössisch meist Merten von Bendeleben (gest. um 1465), war ein deutscher Schlossherr und Stammvater des thüringischen Adelsgeschlechts von Bendeleben.

## Leben
Martin stammt aus einer alteingesessenen Adelsfamilie. Gemeinsam mit seinem Onkel Siegfried von Bendeleben kaufte er vom Landgrafen Friedrich von Thüringen am 23. Juni 1433 für 300 Mark Silber dessen Schloss Bendeleben in Thüringen. Die Genehmigung zu diesem Verkauf erteilten die Vettern des Landgrafen, die Herzöge Friedrich und Siegmund von Sachsen. Knapp drei Jahrhunderte lebten die Nachkommen Martins von Bendeleben auf dem dortigen Schloss und gelangten außerdem in den Besitz der oberen Sachsenburg an der Unstrut.
Martin hinterließ als Lehnserben die Söhne Siegfried († vor 1502), Heinrich, Martin († vor 1498), Hermann († vor 1522) und Hans von Bendeleben († vor 1498).